# Newton Valence
Newton Valence – wieś w Anglii, w hrabstwie Hampshire, w dystrykcie East Hampshire. Leży 29 km na wschód od miasta Winchester i 75 km na południowy zachód od Londynu.